# Jiulong, Garzê
Jiulong, även känt som Gyaisi, är ett härad i den tibetanska autonoma prefekturen Garzê i Sichuan-provinsen i sydvästra Kina.